# پرکوپ، روسیه
پرکوپ، روسیه (انگلیسی: Perekop) یک سکونتگاه از نوع شهری است که بر روی تنگه پرکوپ قرار دارد که شبه‌جزیره کریمه را به سرزمین اصلی اوکراین متصل می‌کند.